# Brede Sogn
Brede Sogn ist eine Kirchspielsgemeinde in Nordschleswig im südlichen Dänemark. Das Kirchspiel gehörte bis 1970 zur Harde Tønder, Højer og Lø Herred im damaligen Amt Tondern, mit der Auflösung der Hardenstruktur wurde das Kirchspiel in die Kommune Bredebro im 1970 neu gegründeten Sønderjyllands Amt aufgenommen, die Kommune wiederum ging mit der Kommunalreform zum 1. Januar 2007 mit anderen Kommunen in der neu gegründeten Kommune Tondern auf, die zur Region Syddanmark gehört.
In der Kirchspielsgemeinde wohnen derzeit (Stand 1. Januar 2023) 1862 Einwohner.

## Persönlichkeiten
- Hans Peter Clausen (1928–1998), Historiker, Politiker und Hochschullehrer